# Minas Awetissjan

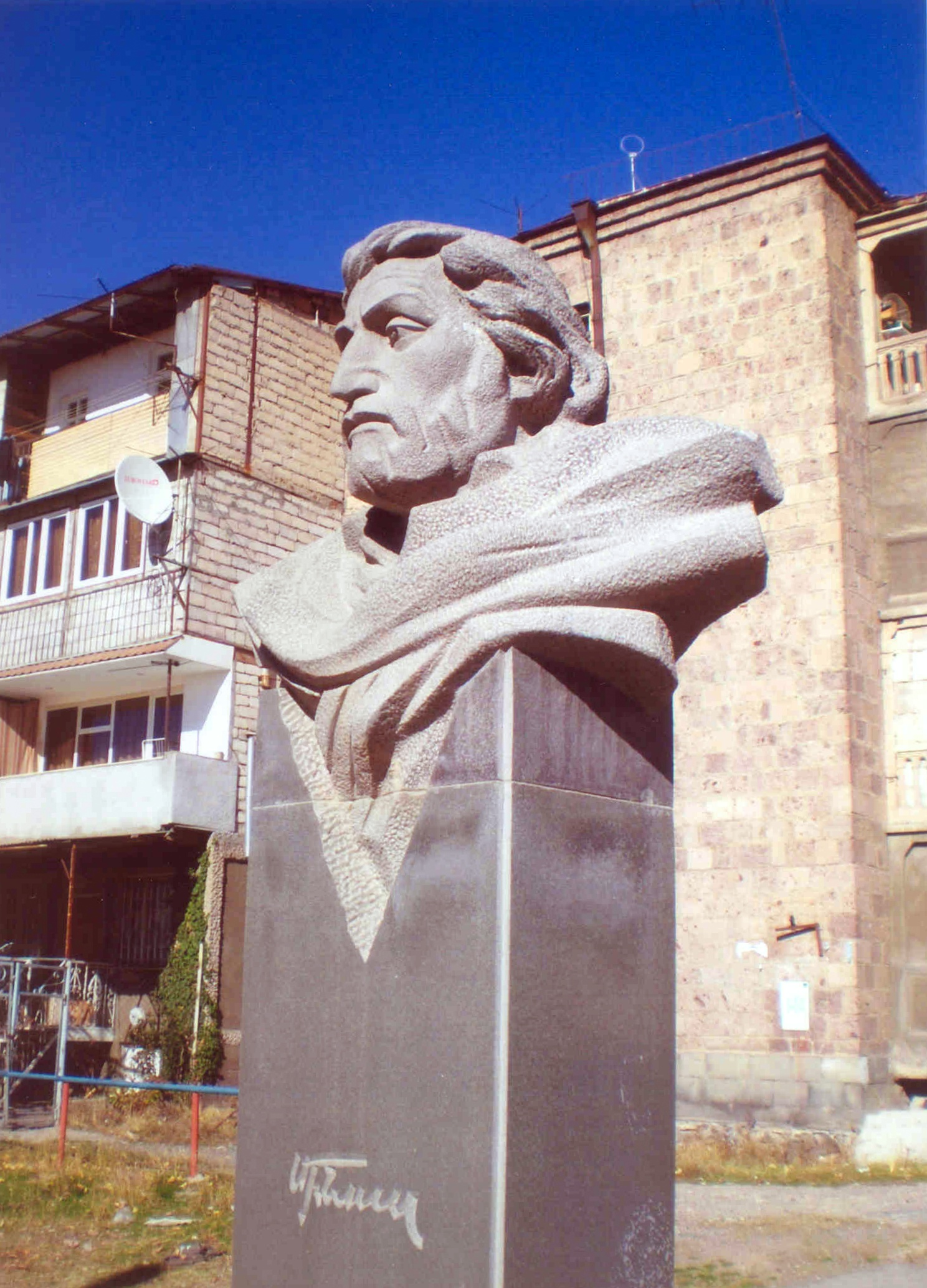
Büste Minas Awetissjans in Nor Zeytun

Minas Awetissjan (armenisch Մինաս Ավետիսյան, russisch Минас Аветисян; * 20. Juli 1928 in Dschadschur, Schirak; † 24. Februar 1975 in Jerewan) war ein armenisch-sowjetischer Maler.

## Leben
Awetissjan, Sohn des Schmieds Karapet Awetissjan aus Muş und seiner Frau Sofo, Tochter des Priesters aus Kars, studierte 1947–1952 an der Terlemesjan-Kunstschule in Jerewan und darauf bis 1954 am Jerewaner Theaterkunstinstitut und am Leningrader Repin-Institut für Malerei, Bildhauerei und Architektur. Einer seiner wichtigsten Lehrer war B. W. Ioganson, ein führender Vertreter des Sozialistischen Realismus.
Ab 1960 lebte Awetissjan in Jerewan. Durch die Ausstellung Fünf Künstler 1962 in Jerewan wurde er weithin bekannt. Er malte die armenische Natur, die Berge, die Felder, arme Leute und Religion. Im Gegensatz zur üblichen Freilichtmalerei seiner armenischen Kollegen machte er in der Natur nur Skizzen, die er dann in seinem Atelier fertigstellte. 1968 erhielt er den Titel Verdienter Künstler der Armenischen SSR.
1967 stellte Michail Wartanow in seinem Film The Color of Land die Kunst Martiros Sarjans, Arto Tschakmaktschians und Awetissjans dar mit Hintergrund-Episoden von Sergei Paradschanow, der dann der Zensur zum Opfer fiel.
1972 wurde das Atelier des Künstlers mit einem Großteil seiner Werke durch einen Brand zerstört. Awetissjan starb 1975, als er auf einem Fußweg von einem Auto überfahren wurde. Wartanows Film Minas: A Requiem (1989) machte deutlich, dass der Unfall vom KGB inszeniert war, was dann durch eine Regierungsuntersuchung bestätigt wurde.

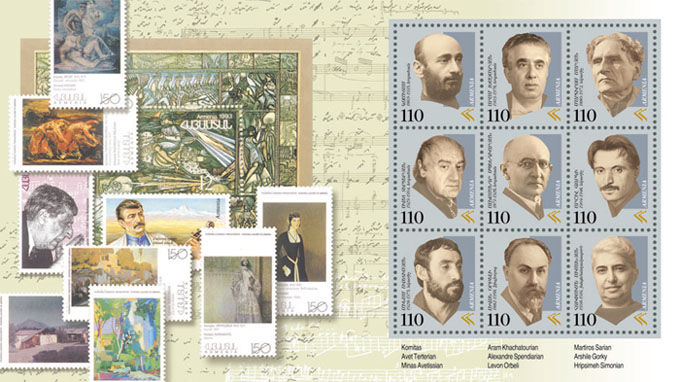
Briefmarke der armenischen Post (2000) mit Vardapet, Chatschaturjan, Sarjan, Terlemesjan, Spendiarjan, Gorky, Awetissjan, Orbeli und Simonjan

Awetissjan war verheiratet mit Gajane Mamadschanjan und hatte zwei Söhne Arman und Narek. Junna Petrowna Moriz widmete 1983 den zweiten Teil ihres Armenien-Gedichts Awetissjan, während der erste Teil dem Dichter Paruir Sewak gewidmet war. Durch das Erdbeben von Spitak 1988 wurden die Gebäude mit Awetissjans Fresken zerstört und auch sein Haus, das ein Museum geworden war.